# Carnamah
Carnamah – miasto w Australii, w stanie Australia Zachodnia.